# I babysitter (film 1956)
I babysitter (Busy Buddies) è un film del 1956 diretto da William Hanna e Joseph Barbera. È il centesimo cortometraggio della serie Tom & Jerry, prodotto dalla Metro-Goldwyn-Mayer  e distribuito negli Stati Uniti il 4 maggio 1956.

## Trama
I padroni di Tom e Jerry, George e Joan, devono uscire e decidono di affidare il loro neonato alle cure di una babysitter, l'adolescente Jeannie, la quale tuttavia è più interessata a parlare al telefono con gli amici. Tom e Jerry approfittano della situazione per saccheggiare la cucina di casa, ma notano che il neonato insiste nell'uscire dalla culla ed entrambi lo seguono per salvarlo dai pericoli domestici. Dopo una serie di guai all'interno dell'abitazione, il piccolo fugge di casa e si nasconde in una buca per le lettere. Tom e Jerry la aprono per salvare il neonato, ma vengono intercettati dalla polizia, che inizia a inseguirli sparandogli. I due riescono fortunatamente a mettere il neonato nella culla prima che ritornino George e Joan, i quali non se ne accorgono di niente.

## Edizioni home video

### DVD
Il corto è uno dei pochi a non essere stato incluso nella raccolta in 12 DVD Tom & Jerry Classic Collection. È invece presente nel volume 5 della serie Tom & Jerry: Le grandi sfide.